# Цапко
Цапко — село в Макаровском городском округе Сахалинской области России.

## География
Село находится на расстоянии 62 км к юго-западу от города Макаров, административного центра округа.

## История
До 1945 года принадлежало японскому губернаторству Карафуто и называлось Эбикэнай (яп. 蛯毛内). После войны село переименовано в честь Александра Трофимовича Цапко (1884—1920) — революционера, первого председателя Сахалинского ревкома.

## Население
| 2002 | 2010 | 2021 |
| ---- | ---- | ---- |
| 2    | ↘1   | ↘0   |

### Половой состав
Согласно результатам переписи 2002 года, в селе проживали 2 женщины.

## Транспорт
В селе расположена станция Цапко Сахалинского региона Дальневосточной железной дороги.